# 哈乃斐羅興亞文
哈乃斐羅興亞文字（Hanifi script）是用於拼寫羅興亞語的一種音節文字。

## 歷史沿革
在19世紀，當時的羅興亞語採用了波斯阿拉伯字母紀錄；1975年，基於烏爾都字母開發了羅興亞語的阿拉伯文字正寫。到了1980年代，穆罕默德·哈乃斐（Maolana Moahammad Hanif）和他的同事們基於標準阿拉伯字母創造了一種合適的拼音文字，是為今日的哈乃斐羅興亞文字：這種文字經常都被人與西非書面字母比照。這種文字還包括一組十進制數字。
2015年，語言學家Anshuman Pandey提出了一個為當時仍未於Unicode編碼的哈乃斐羅興亞文字編碼的提案。預計將在2018年出版的Unicode標準的第11版包括在內。Unicode撥出了U+10D00..10D39這個區段加入羅興亞語的50個額外字母與標調字母。

## 外部連結
- ScriptSource - Hanifi Rohingya （页面存档备份，存于）
- Hanifi Rohingya – Atlas of Endangered Alphabets （页面存档备份，存于）
- Rohingya alphabets, pronunciation and language （页面存档备份，存于）